# Centro-sinistra

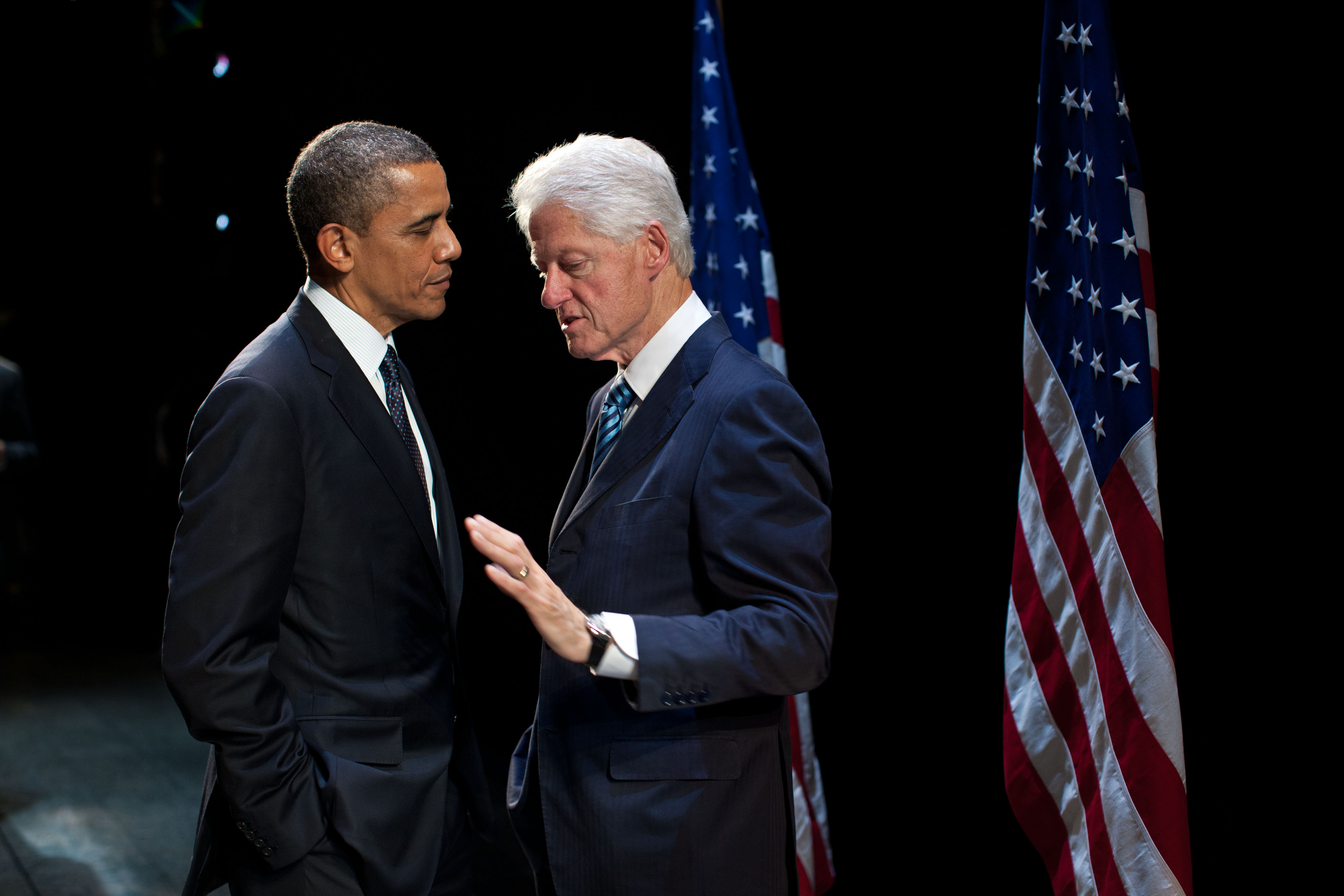
Barack Obama con Bill Clinton, entrambi esponenti del centro-sinistra.

Per centro-sinistra (o sinistra moderata) si intende una posizione politica nata dall'alleanza dei partiti di sinistra con quelli di centro, di impostazione progressista e riconducibile alla socialdemocrazia, al laburismo, alla liberaldemocrazia,  al socialismo liberale, al liberalismo sociale e all’ambientalismo.
Sostiene il miglioramento della giustizia sociale e promuove un grado di uguaglianza sociale che ritiene sia raggiungibile promuovendo le pari opportunità. Ritiene infatti che la completa uguaglianza di risultati non sia possibile, ma che le pari opportunità migliorino un grado di uguaglianza di risultati nella società.
Il centro-sinistra si oppone a un ampio divario tra ricchi e poveri e sostiene misure moderate per ridurre il divario economico, come un'imposta progressiva sul reddito, leggi che vietano il lavoro minorile, leggi sul salario minimo, leggi che regolano le condizioni di lavoro, limiti all'orario di lavoro e  leggi per garantire il diritto dei lavoratori di organizzarsi.
In Europa, il centro-sinistra include socialdemocratici, progressisti, verdi e la sinistra cristiana. Anche alcune varianti del liberalismo, in particolare il liberalismo sociale, sono descritte come di centro-sinistra.

## Descrizione

### Idee politiche
Il centro-sinistra si caratterizza per il rifiuto del superamento del sistema capitalista ma in favore a riforme graduali intese alla formazione di un capitalismo popolare o un'economia sociale di mercato volta a conciliare le esigenze dell'economia di mercato e quelle delle questioni sociali.
Le maggiori forze di centro-sinistra sono il socialismo liberale, il liberalismo sociale ed alcune correnti del socialismo democratico e del cristianesimo democratico. Negli ultimi decenni, alcuni partiti comunisti sono diventati di centrosinistra, convertendosi al libero mercato e alla tradizione socialdemocratica a seguito della caduta del Muro di Berlino; tra questi, il Partito Comunista Italiano, che prima nel 1991 divenne Partito Democratico della Sinistra, poi nel 1998 confluì nei Democratici di Sinistra, e infine si fuse con La Margherita ed altre forze di centro-sinistra nel Partito Democratico, nel 2007.
Nel centro-sinistra si riconoscono spesso anche forze che si rifanno all'ecologismo e all'ambientalismo.

## Il centro-sinistra in Europa
I partiti socialdemocratici d'Europa si sono riuniti nel 1992 nel Partito del Socialismo Europeo, mentre alcuni partiti di stampo cristiano-sociale si sono uniti con altri partiti politici di centro-sinistra, fondando il Partito Democratico Europeo nel 2004. Questo soggetto politico centrista ha stretto solidi rapporti sia con il PSE che con i liberali dell'ELDR. Con questi ultimi il PDE ha formato il Gruppo dell'Alleanza dei Democratici e dei Liberali per l'Europa.
I partiti di centro-sinistra esistenti in Europa sono molteplici e generalmente sono di area socialdemocratica come il Partito Socialdemocratico Tedesco, il Partito Laburista Britannico, il Partito Socialdemocratico Svedese ed anche l'Alleanza Socialdemocratica d'Islanda, che è frutto di una fusione tra varie formazioni di centro-sinistra islandesi.
Queste formazioni politiche sono considerate anche come "centriste radicali" radical centrist frutto della loro revisione alla propria ideologia politica che ha avuto come obiettivo di costituire una nuova area politica che consentisse di sconfiggere i partiti del centro-destra e nello stesso tempo di abbandonare i vecchi schemi ideologici preesistenti. Per questo motivo i leader inglesi e tedeschi Gerhard Schröder e Tony Blair hanno attuato il cosiddetto Neue Mitte (Nuovo centro) o New Labour (Nuovo laburismo) rispettivamente.
In Francia il Partito Socialista con la candidatura della Royal ha moderato molte sue posizioni rispetto al passato cercando di collocarsi su una linea dialogante con l'UDF di Bayrou al fine di costituire un'alleanza che sconfiggesse Sarkozy.

### In Italia
Dopo l'esperimento fallito del governo Tambroni, "il ritorno del governo nelle mani di Fanfani segnò una vittoria della Democrazia Cristiana e coincise con un più forte senso di sé e delle proprie ragioni storiche nella classe dirigente cattolica", che sposò nella sua maggioranza la prospettiva del centro-sinistra, sia pur declinata diversamente a seconda delle varie correnti interne. Tale "alleanza di governo" – l’ultima coalizione politica in senso pieno nella storia della Prima Repubblica, diversa dalle varie maggioranze parlamentari che si sono successivamente formate – nacque con l’ambizioso proposito di portare a compimento i grandi problemi del paese, rimasti aperti dal Risorgimento in poi, in primo luogo la Questione meridionale. Questa classe dirigente coltivò l’aspirazione a completare la costruzione dello Stato, di cui nel 1961 si celebrò il centenario della fondazione: era una prospettiva che rileggeva l’intera storia unitaria non più dal punto di vista dei padri fondatori, ma nell’ottica del compimento della loro opera da parte di forze democratiche che ne avevano ripreso il progetto, abbandonato e tradito dal fascismo. I risultati del centro-sinistra si sono poi rivelati inferiori alle attese e già tra il 1964 e il 1965 si cominciò a parlare, all’interno della DC, di fallimento di quel progetto politico, di delusioni per la fragilità dell’interlocutore socialista e di preoccupazione per le critiche che venivano da destra. Ma i primi anni sessanta furono indubbiamente segnati da un ruolo più dinamico della dirigenza democristiana, che tentò di spingere i cattolici italiani a dissociarsi da posizioni conservatrici, in campo culturale, sociale ed economico".

## Il centro-sinistra in America

### America Latina

Logo della Concertación de Partidos por la Democracia

In America Latina il Cile è il paese che possiede una coalizione di centro-sinistra denominata Concertazione dei Partiti per la Democrazia comprendente democristiani e socialisti/socialdemocratici. La Concertación de Partidos por la Democracia è posizionata a centro-sinistra del quadro politico del paese ed è un'alleanza il cui scopo è di unire i principi dell'Umanesimo cristiano, incarnato dal Partito Democratico Cristiano del Cile, a quelli dell'Umanesimo laico rappresentato dai partiti laici e socialdemocratici Socialista, Democratico e Partito Radicale Social Democratico.
Mantiene posizioni di stampo keynesiano e socialdemocratico nell'ambito della politica economica, favorendo in certi periodi la privatizzazione di alcuni industrie statali e in altri il sostegno ad aziende a conduzione pubblica. La politica sociale sostenuta dalla coalizione ha come obiettivo l'aiuto alle famiglie meno abbienti con la riduzione della povertà ed il sostegno alle famiglie del ceto medio.
L'unica differenza tra le varie componenti della coalizione è questione dei temi etici, in quanto l'ala progressista dell'alleanza si dice disponibile alle legalizzazione di diritti civili come l'aborto ed il matrimonio gay mentre la Democrazia Cristiana tende ad assumere una posizione più distante da questi temi. Sempre in Cile tentativi di alleanza di centro-sinistra si ebbero subito dopo l'elezione di Salvador Allende tra il leader della Democrazia Cristiana Radomiro Tomic e i dirigenti socialisti e comunisti della Unidad Popular.
In Argentina nel corso degli anni novanta è stata costituita l'Alianza para el Trabajo formata da Unione Civica Radicale e spezzoni della sinistra peronista ma essa è stata affossata dopo la crisi del governo di centrosinistra a seguito della crisi economica del 2001. Nel 2006 si è costituita la Coalizione Civica fondata da radicali, centristi, socialdemocratici e liberali sociali che si rifà all'economia keynesiana ed al cristianesimo sociale e alla socialdemocrazia. Anche sul versante del peronismo si è costituita un'alleanza chiamata Concertación Plural è costituita da giustizialisti di sinistra e radicali di sinistra assieme a democratici cristiani.
In Brasile sia l'attuale partito di opposizione Partito della Social Democrazia Brasiliana sia il partito di governo Partito dei Lavoratori sono collocabili in questa area politica anche se di differente origine: il primo è nato da spezzoni di partiti e correnti socialdemocratiche, liberali sociali e cristiano democratiche mentre il secondo da marxisti, socialisti democratici, cristiano socialisti e socialdemocratici di sinistra.
Il socialdemocratico Fernando Henrique Cardoso, fondatore del PSDB ed ex Presidente della Repubblica ha governato da una posizione di centro e conferma che la linea del partito è di un centro che guarda al centrosinistra.

### Nord America
Negli Stati Uniti il Partito Democratico è considerato come un partito di centro-sinistra di tendenza socioliberale con alcune correnti tendenti alla socialdemocrazia europea, i cosiddetti "liberal", ed i centristi o democratici conservatori che si riconoscono nei valori e nella cultura del centro politico con tendenza verso la versione europea del cristianesimo democratico come i "Blue Dog Coalition". Il partito non è di certo di estrazione socialista, bensì di estrazione liberale e negli Stati Uniti il liberalismo statunitense è di per sé considerato come progressista in contrapposizione al conservatorismo del repubblicani.
In Canada il Partito Liberale ed il Nuovo Partito Democratico sono entrambi collocati a questa posizione politica ma sono di origine differente: il primo è di origine liberale con una tradizione di stampo centrista mutata negli ultimi anni come centro orientato a sinistra a seguito dei governi degli anni novanta durato fino al 2006 con un'orientazione favorevole al riconoscimento di alcuni diritti civili ed un approccio all'economia con una visione riferente alla Terza Via, sulla scia di Blair e di altri leader europei. Il secondo invece fa riferimento al mondo della socialdemocrazia, della tradizione sindacale ed una certa influenza del pensiero centrista e riformista.

## Galleria d'immagini

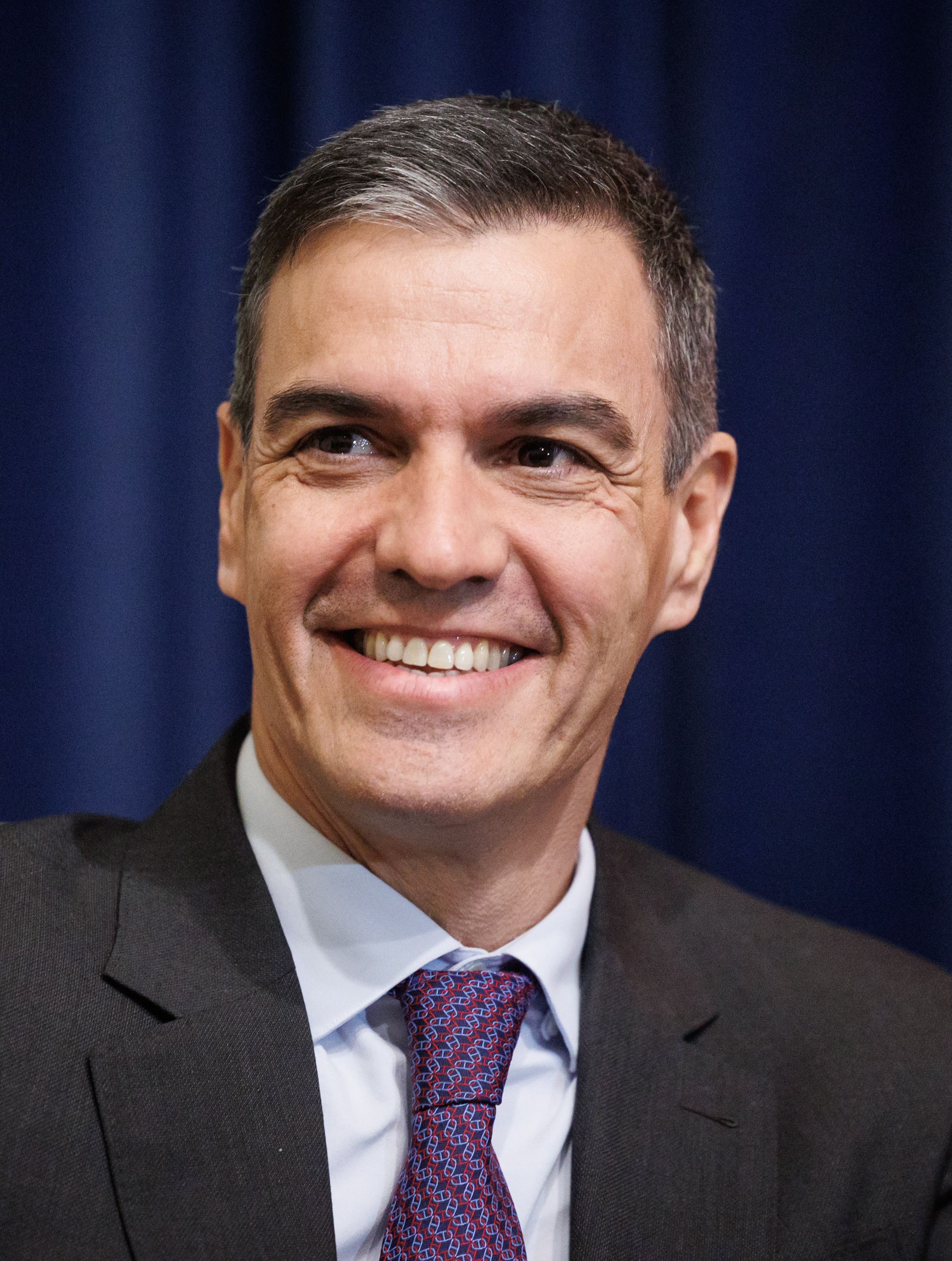
Pedro Sánchez, Presidente del Governo di Spagna.
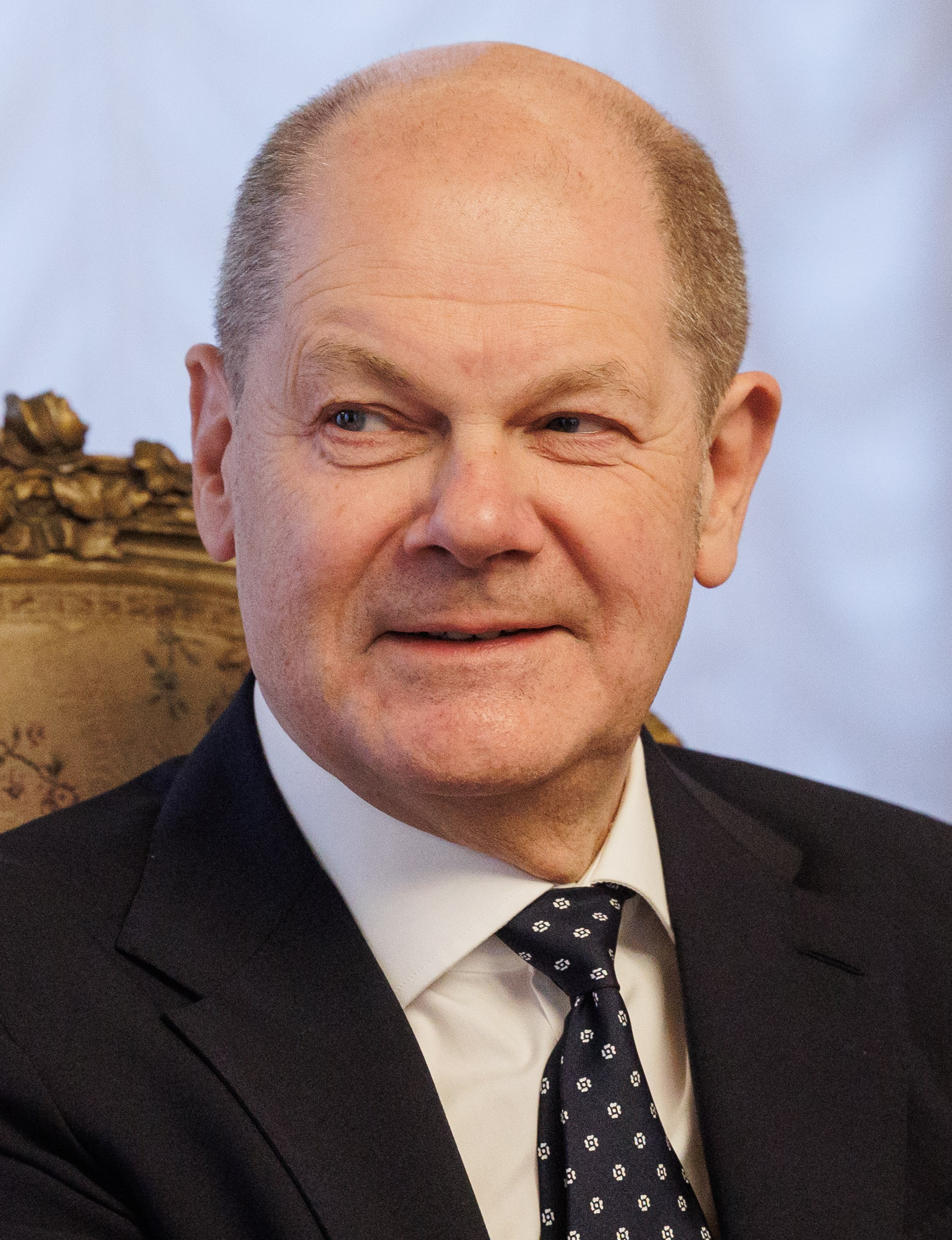
Olaf Scholz, ex Cancelliere federale della Germania
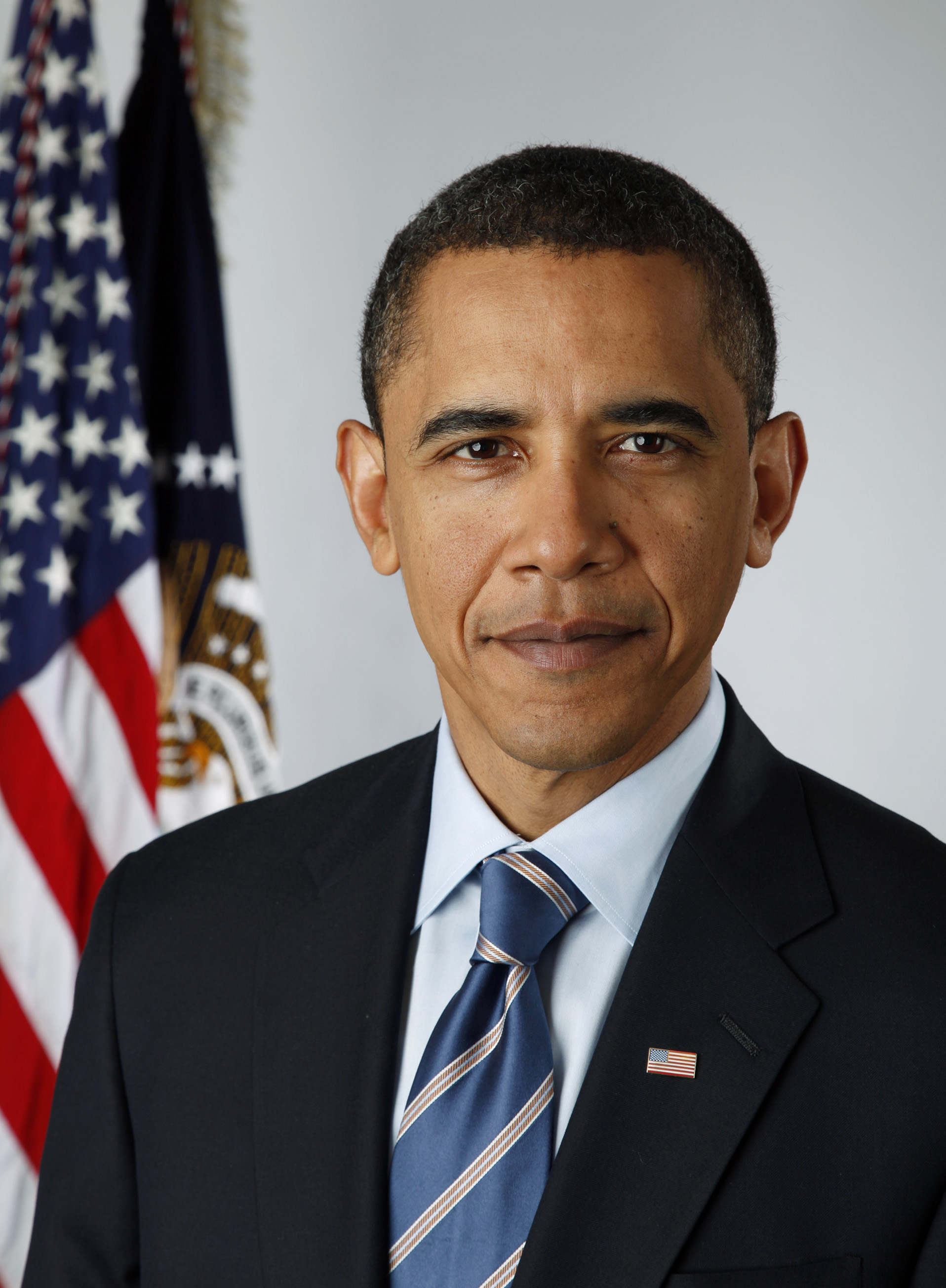
Barack Obama, ex Presidente degli Stati Uniti d'America ed esponente del Partito Democratico.
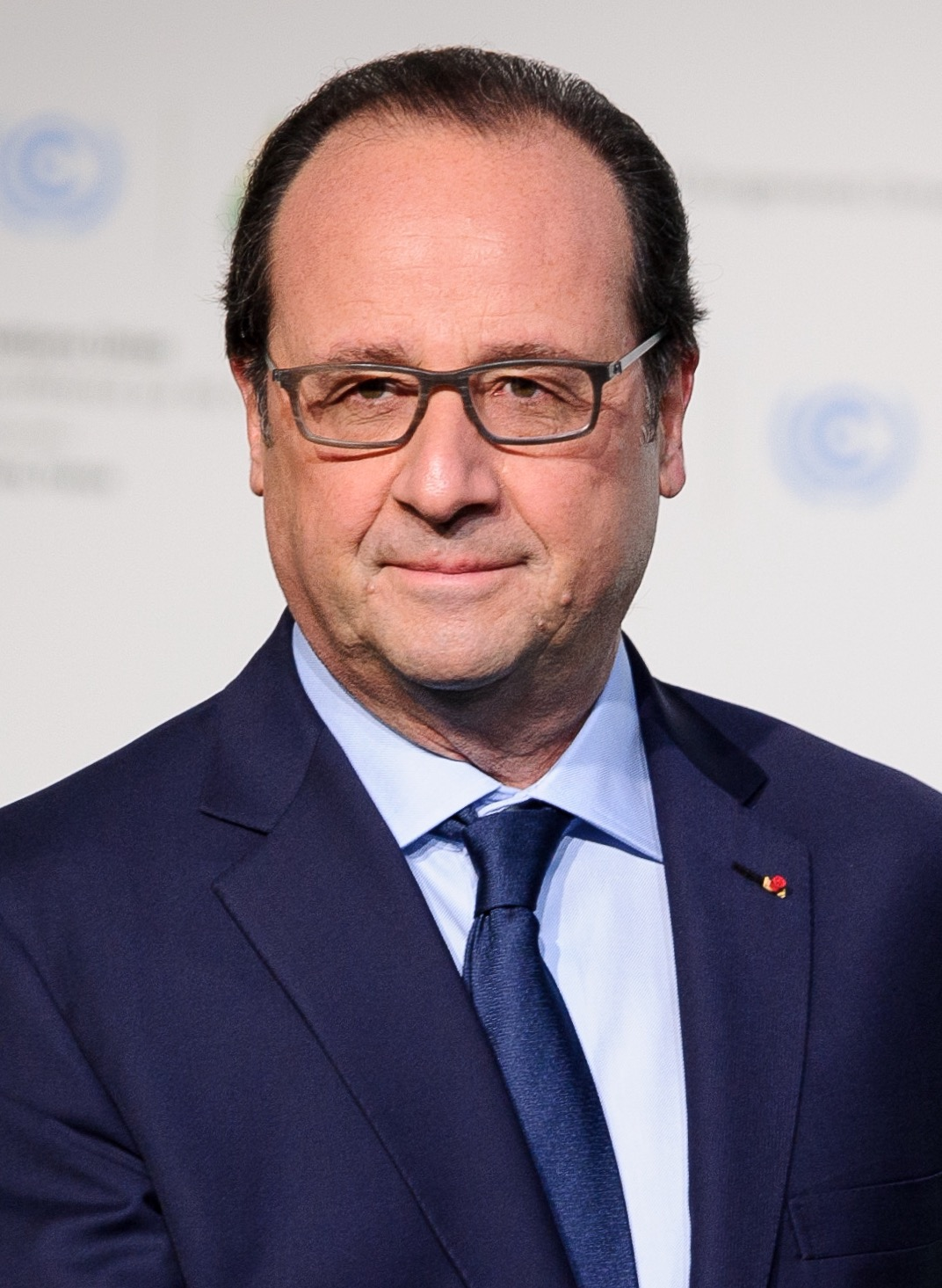
François Hollande, ex Presidente della Repubblica francese ed ex segretario del Partito Socialista.
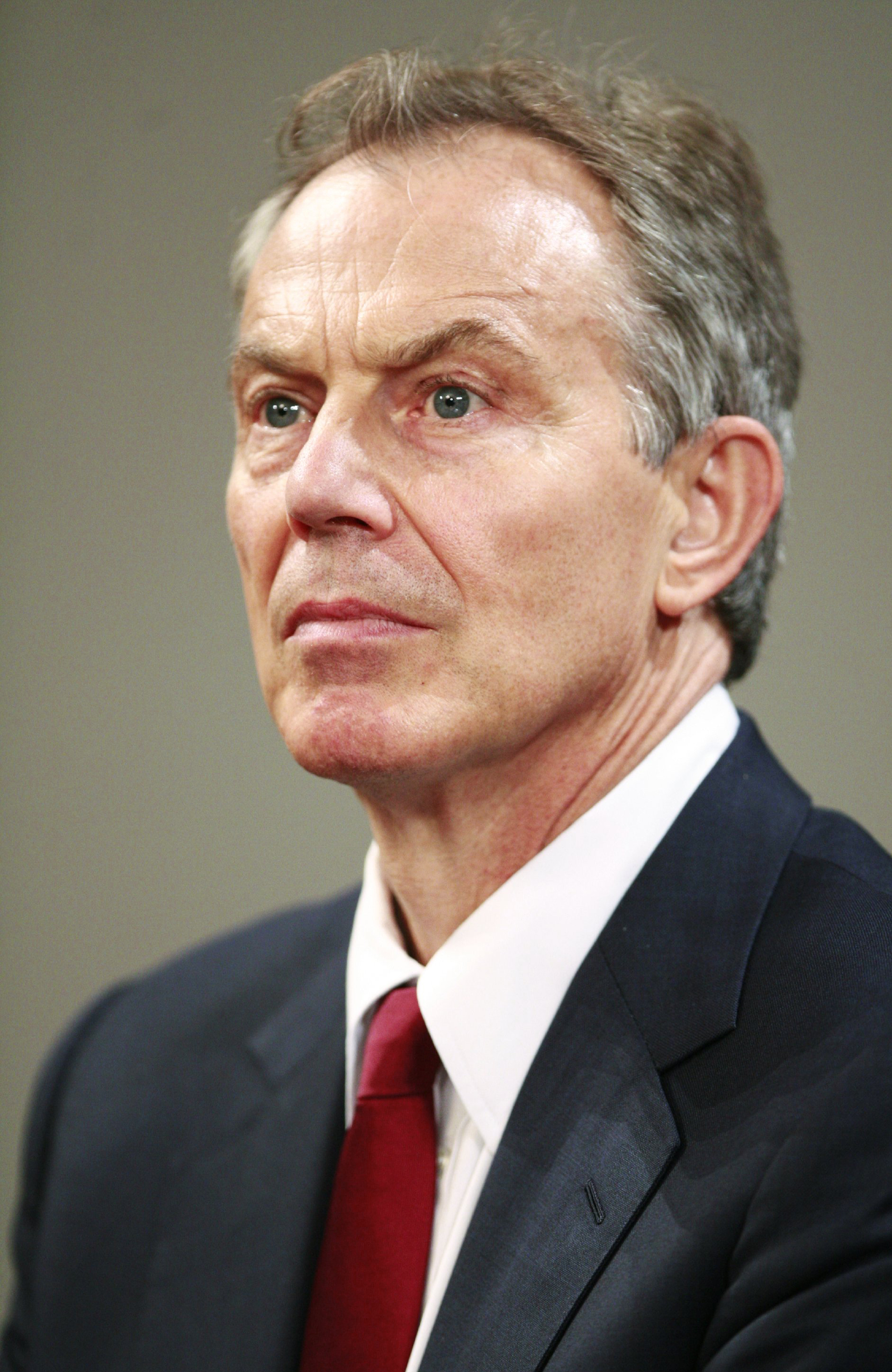
Tony Blair, ex Primo Ministro britannico, ex leader del Partito Laburista e fautore della Terza via.
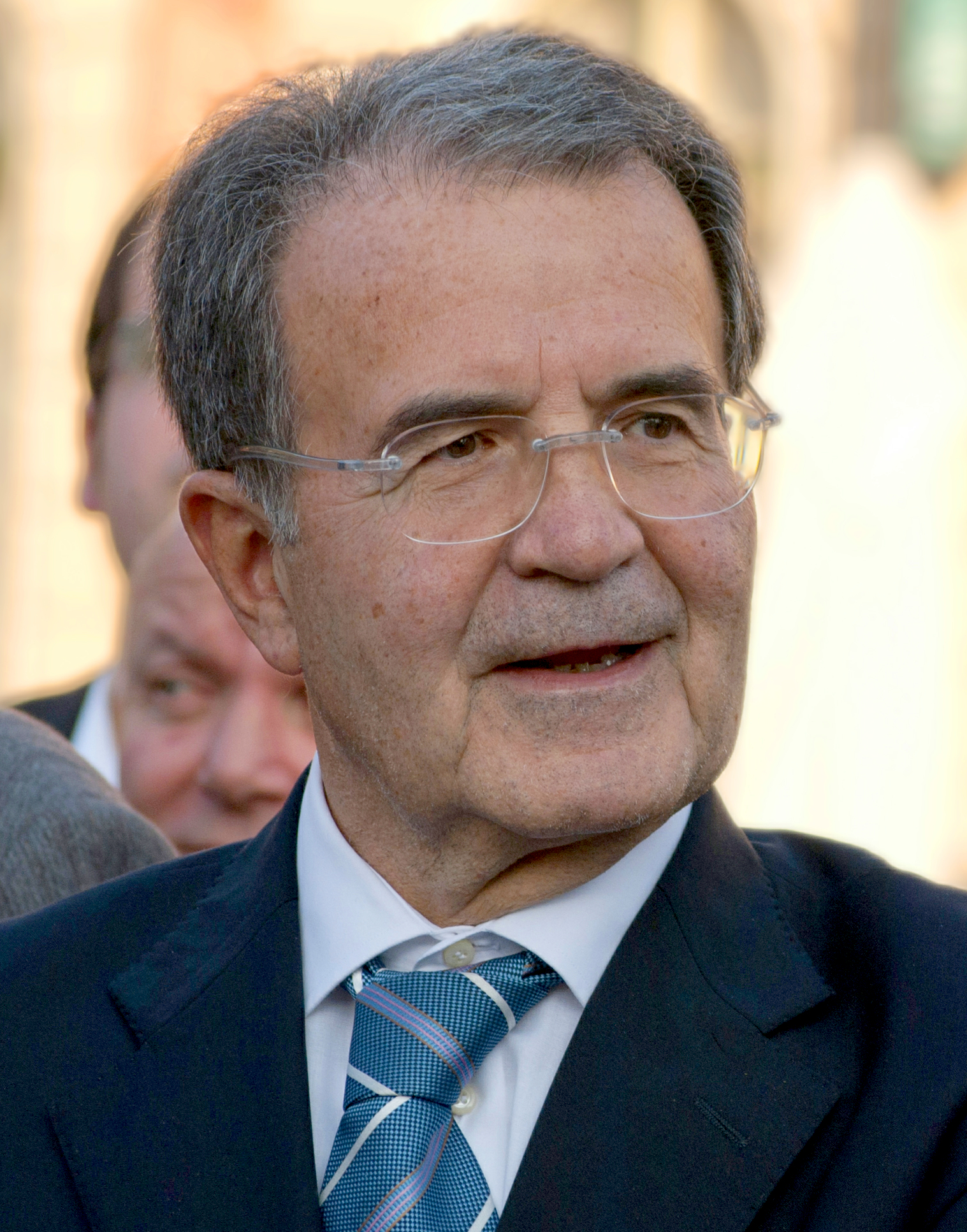
L'ex Presidente del Consiglio italiano e storico leader dell'Ulivo e dell'Unione Romano Prodi.
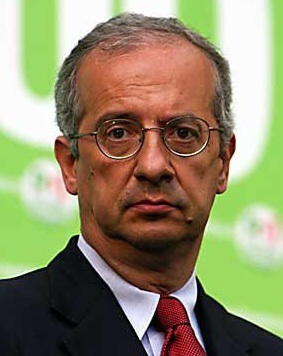
Walter Veltroni, fondatore e primo segretario del Partito Democratico, uno dei maggiori partiti italiani.
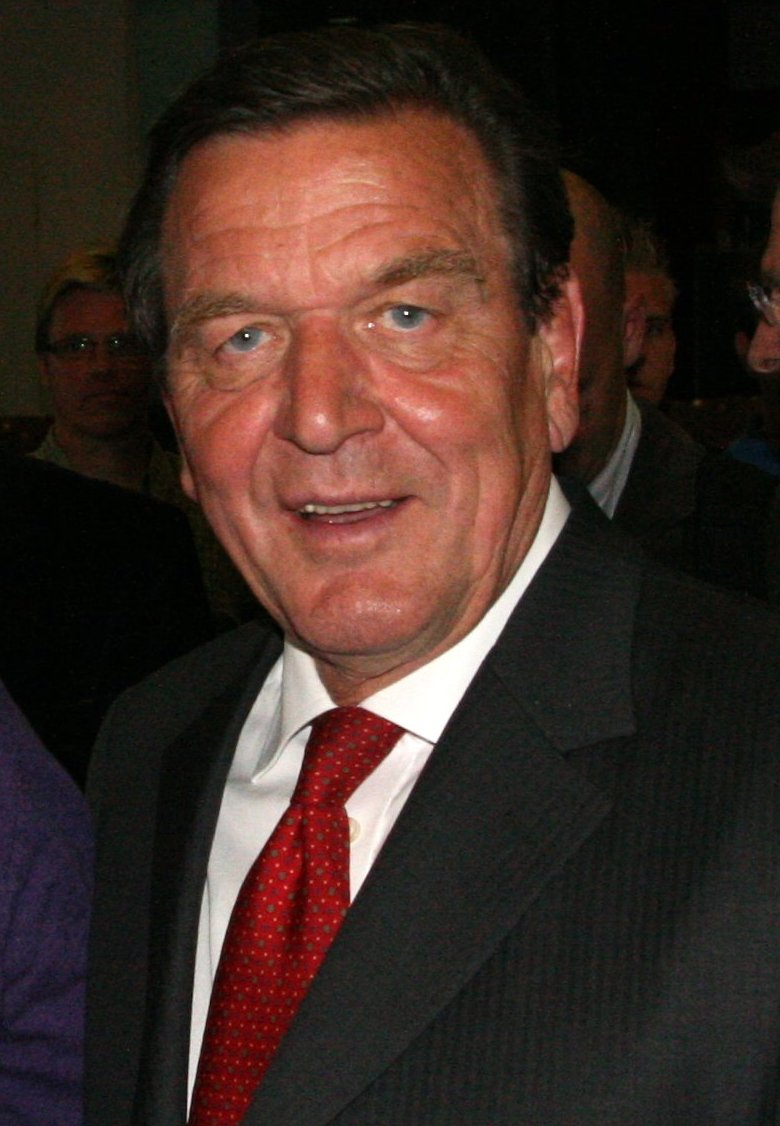
Gerhard Schröder, ex Cancelliere tedesco ed ex presidente del Partito Socialdemocratico di Germania.
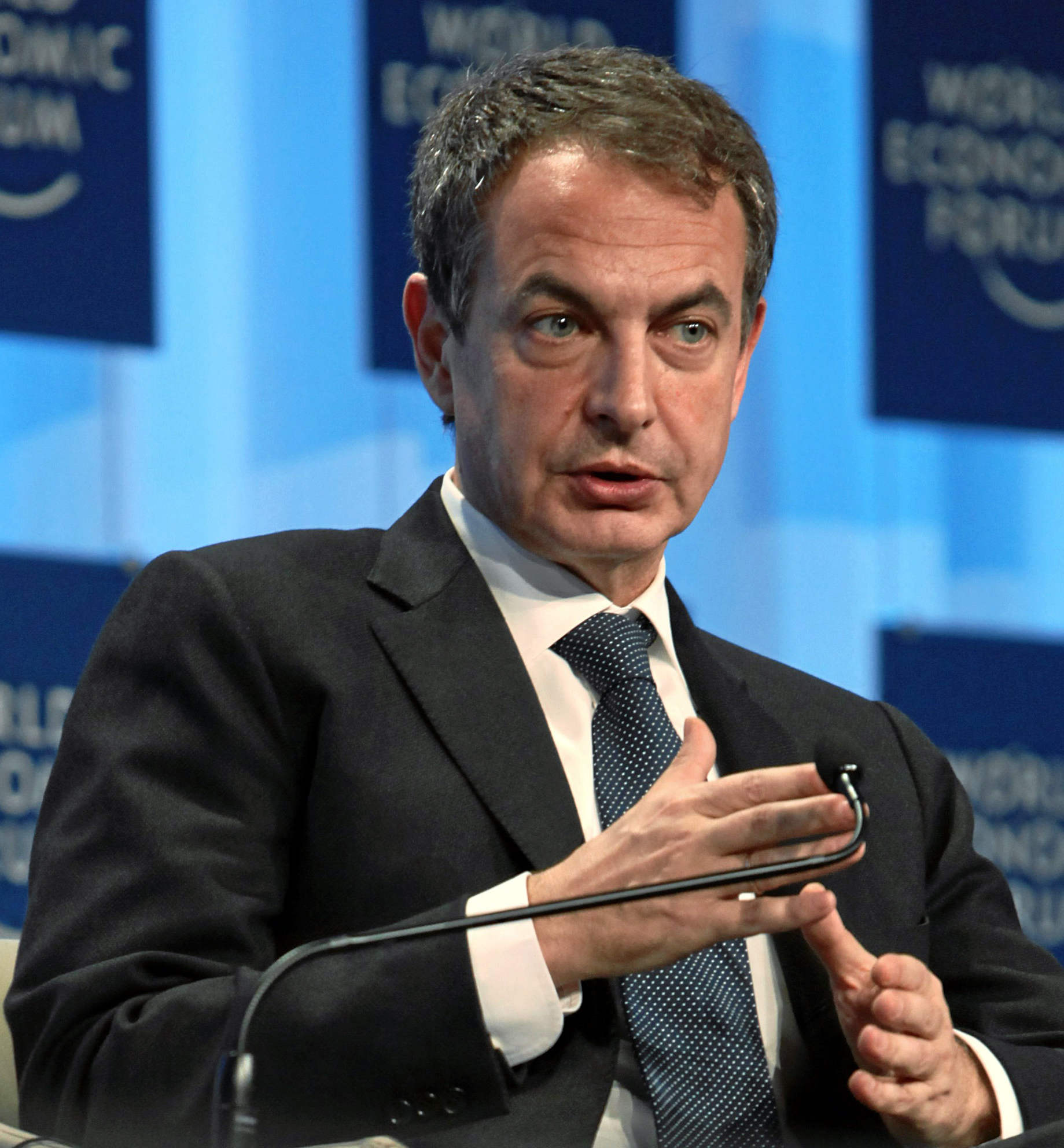
José Zapatero, ex Primo Ministro del Regno di Spagna ed ex segretario del Partito Socialista Operaio Spagnolo.
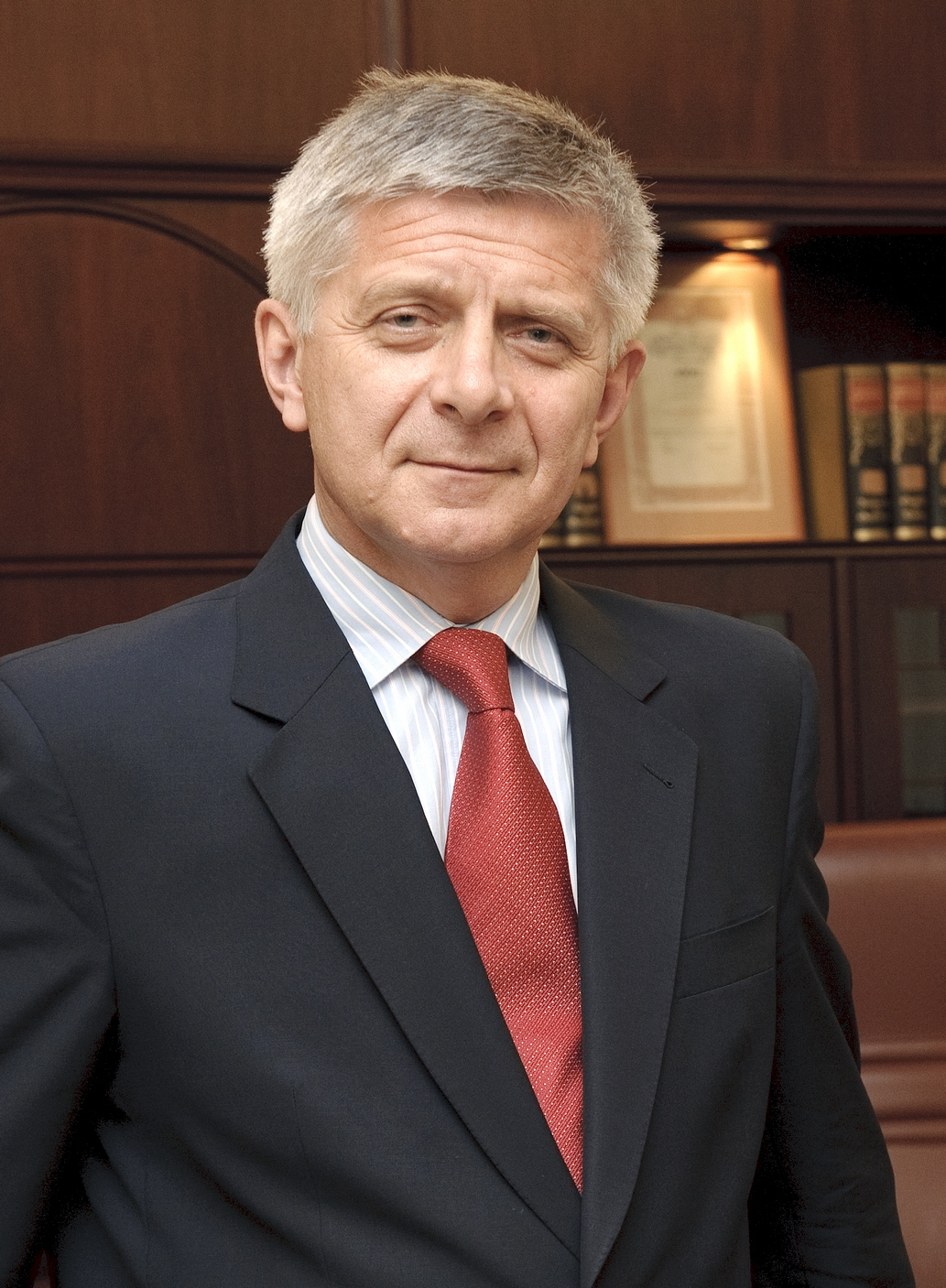
Marek Belka, ex Primo Ministro della Polonia e precedentemente figura di spicco dell'Alleanza della Sinistra Democratica.
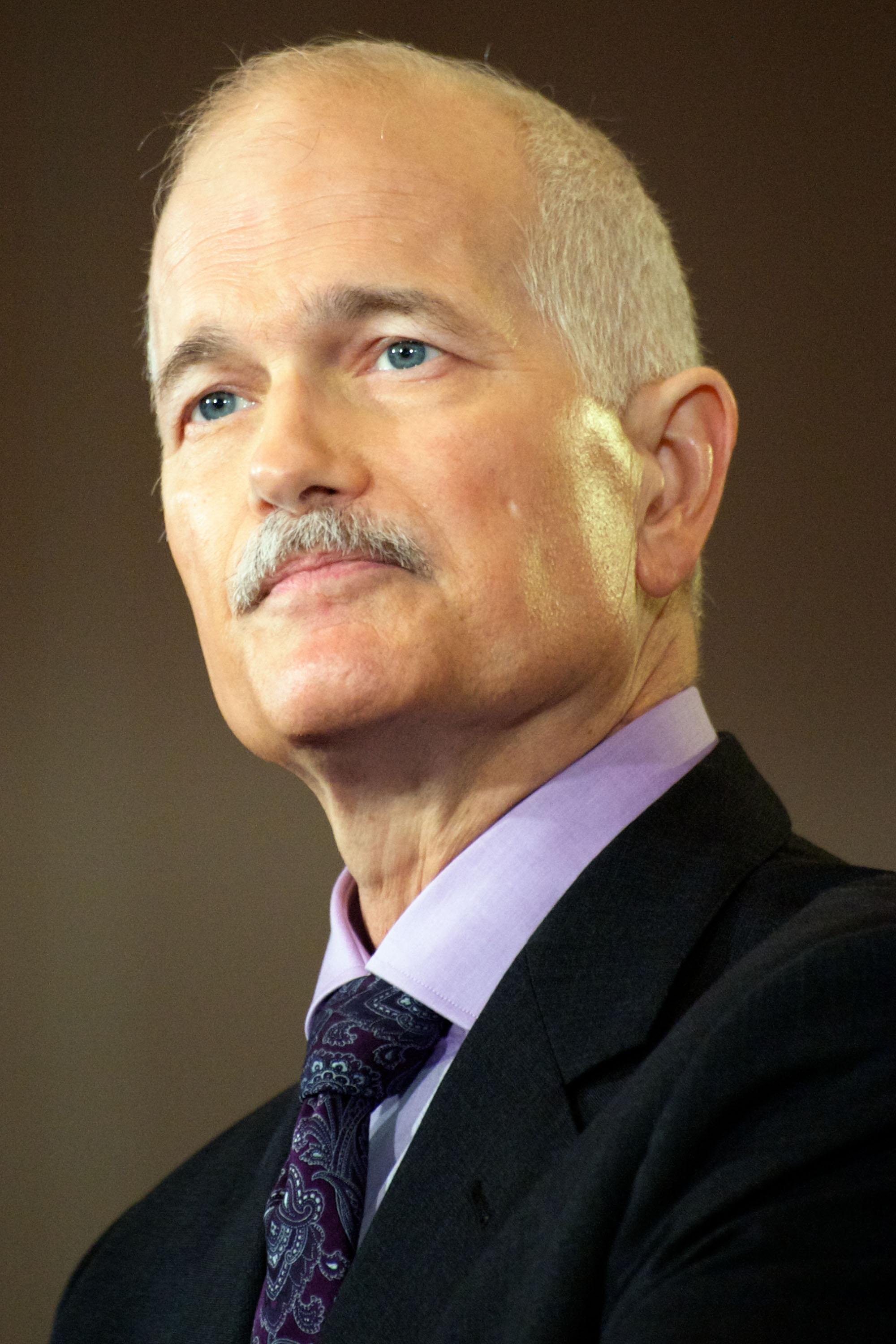
Jack Layton, ex leader canadese del Nuovo Partito Democratico.
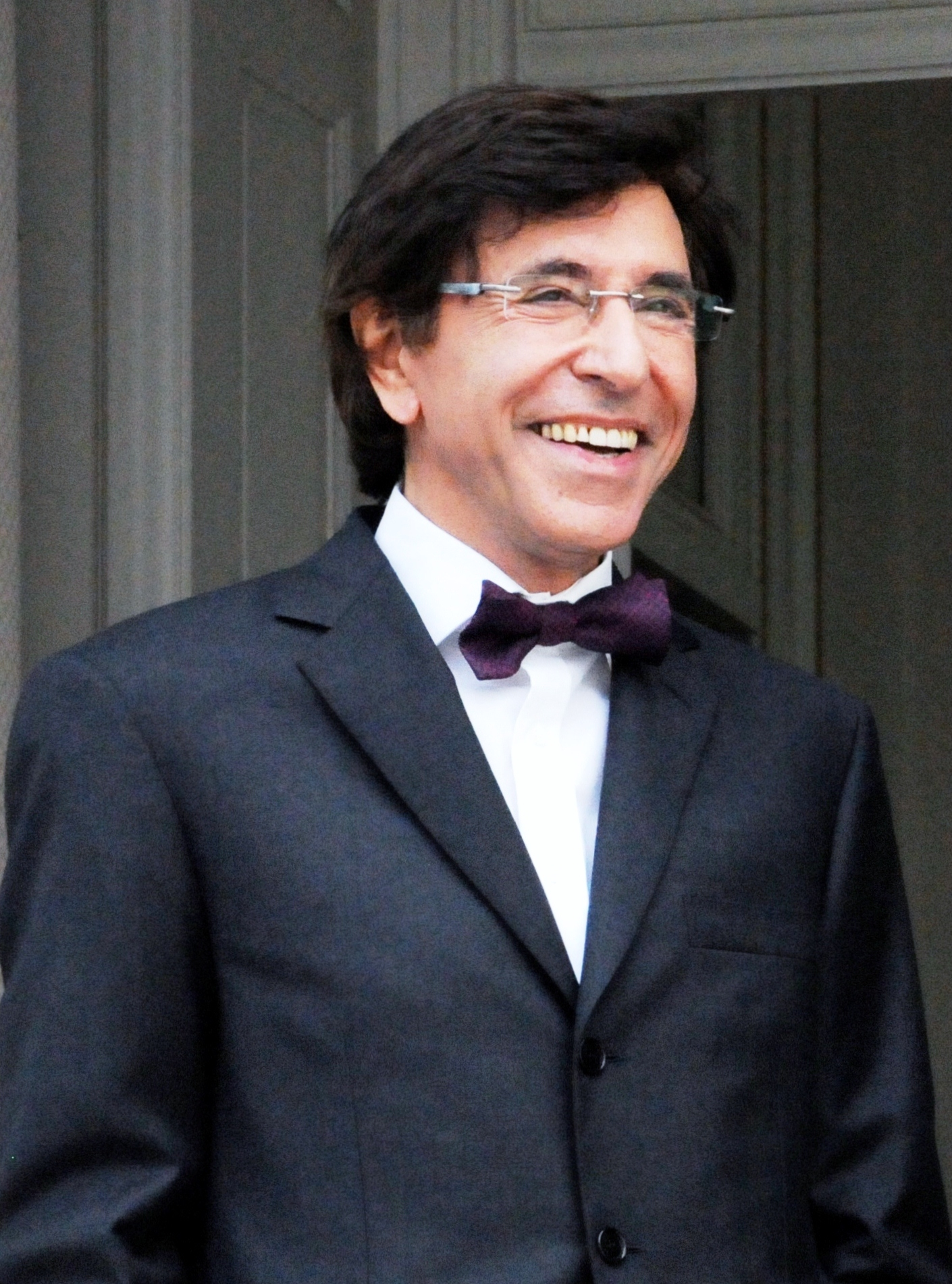
Elio Di Rupo, ex Primo Ministro del Belgio e presidente del Partito socialista belga di origini italiane.
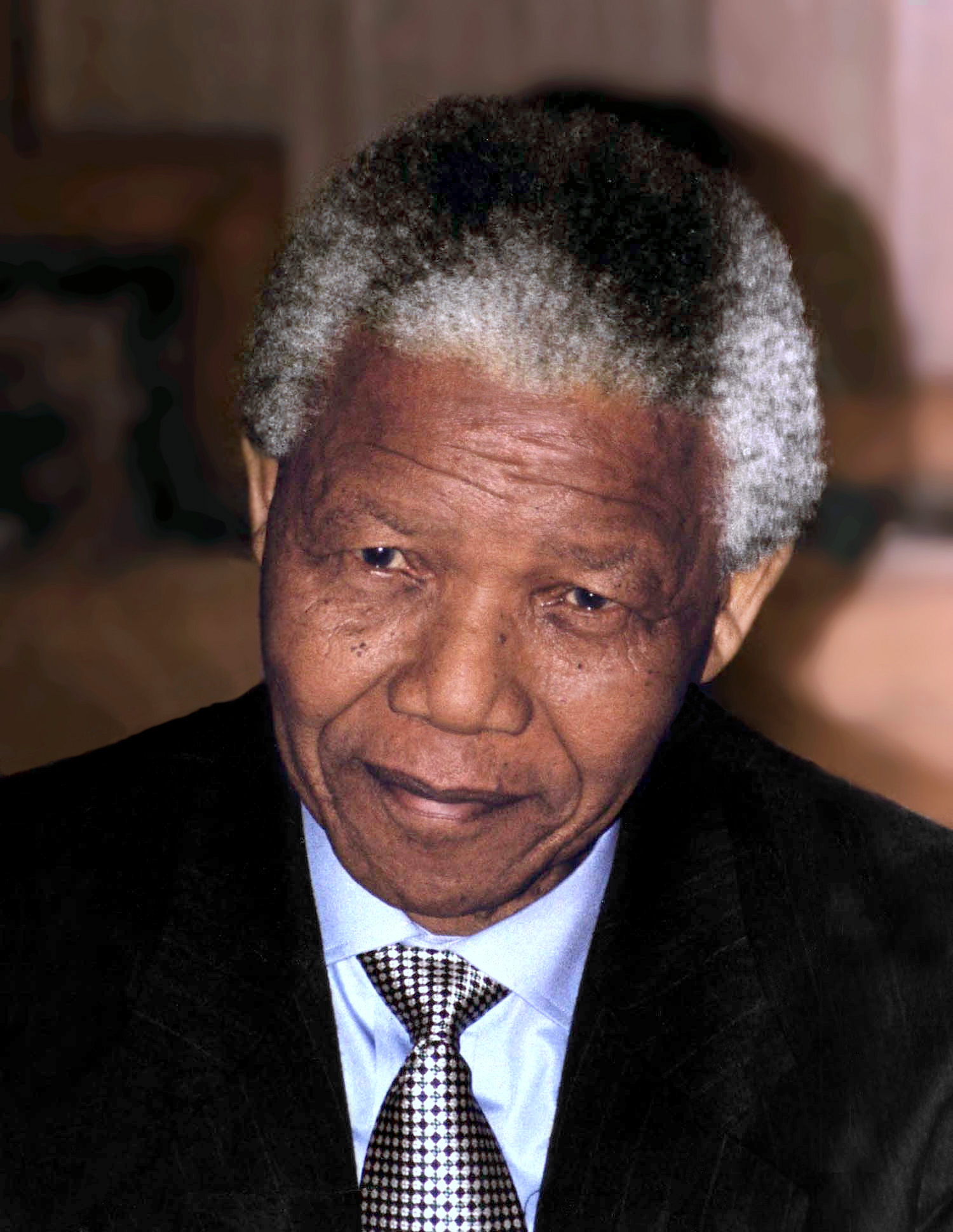
Nelson Mandela, ex presidente del Sudafrica, storico presidente del Congresso Nazionale Africano e premio Nobel per la pace.
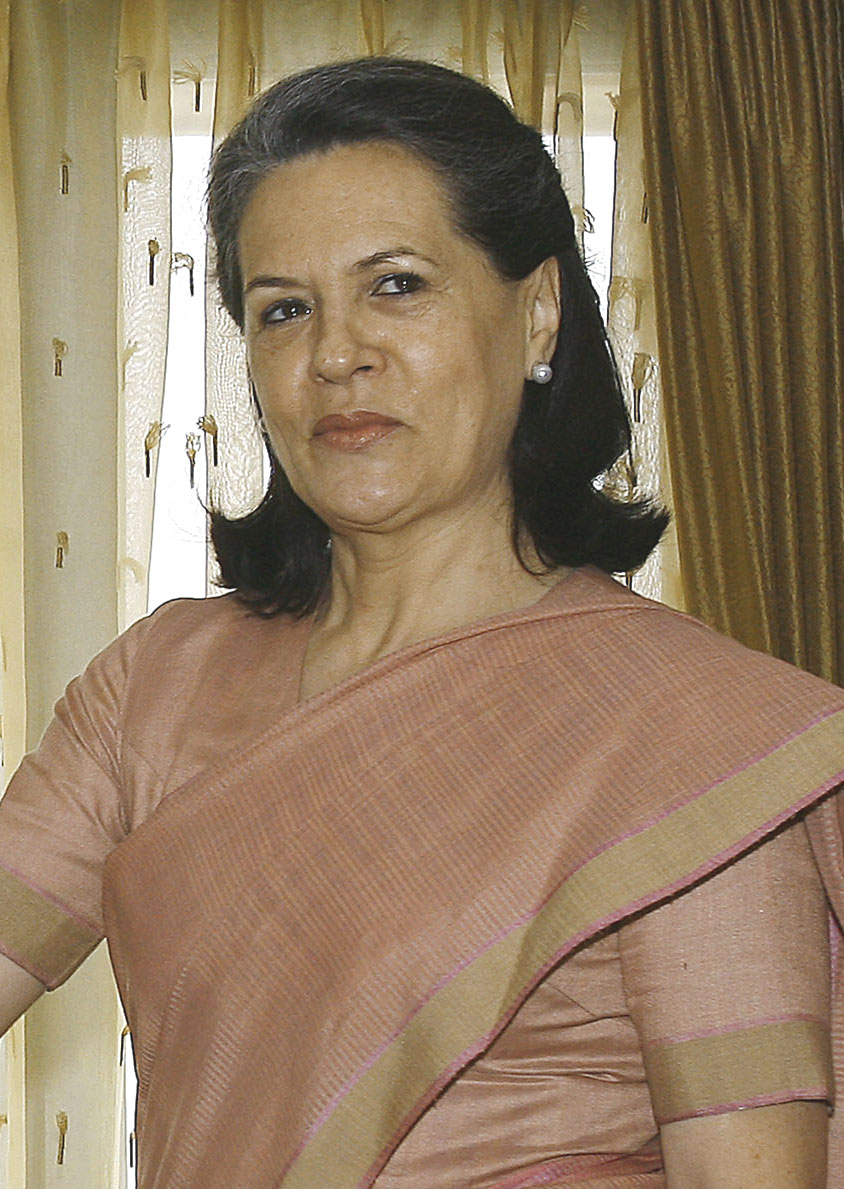
Sonia Gandhi, presidente del Congresso Nazionale Indiano di origini italiane.